# Stóri Drangur
Stóri Drangur è la maggiore delle due rupi denominate Drangarnir che si trovano una accanto all'altra tra l'isola di Vágar e Tindhólmur, nell'arcipelago delle Fær Øer.